# Leuconidae
Leuconidae é uma família da ordem Cumacea. A família foi estabelicida por Georg Ossian Sars em 1878 no seu estudo sobre cumáceos do Mediterraneo.

## Gêneros
- Abyssoleucon Lavrenteva & Mühlenhardt-Siegel, 2015
- Alloeoleucon Watling & McCann, 1997
- Austroleucon Watling, 1991
- Bytholeucon Jones, 1991
- Eudorella Norman, 1867
- Eudorellopsis Sars, 1882
- Hemileucon Calman, 1907
- Heteroleucon Calman, 1907
- Ithyleucon Corbera, 2012
- Kontiloleucon Gerken, 2016
- Leucon Krøyer, 1846
- Nippoleucon Watling, 1991
- Ommatoleucon Watling, 1991
- Paraleucon Calman, 1907
- Phalloleucon Mühlenhardt-Siegel, 2008
- Pseudoleucon Zimmer, 1903